# Lampropholis bellendenkerensis
Lampropholis bellendenkerensis — вид сцинкоподібних ящірок родини сцинкових (Scincidae). Ендемік Австралії.

## Поширення і екологія
Lampropholis bellendenkerensis мешкають в горах Белленден-Кер та на плато Атертон на північному сході Квінсленду, на висоті понад 900 м над рівнем моря.